# پنجمین دوره جشنواره بین‌المللی فیلم فجر
پنجمین دورهٔ جشنواره فیلم فجر در بهمن ۱۳۶۵ در تهران برگزار شد.

## هیئت داوران[۱]
- محمد خزاعی
- منوچهر عسگری‌نسب
- محمدباقر کریمیان
- منوچهر محمدی
- سید عطاءالله مهاجرانی

## برگزیدگان

### فیلم‌های بلند[۳]
| سیمرغ بلورین بهترین فیلم | سیمرغ بلورین بهترین کارگردانی |
| --- | --- |
| - پرواز در شب – رسول ملاقلی‌پور | - عباس کیارستمی – خانه دوست کجاست؟ - ناصر تقوایی – ناخدا خورشید - داریوش مهرجویی – اجاره‌نشین‌ها - ابراهیم فروزش – کلید - مسعود جعفری جوزانی – شیر سنگی                               |
| سیمرغ بلورین بهترین بازیگر نقش اول مرد | سیمرغ بلورین بهترین بازیگر نقش اول زن |
| - داریوش ارجمند – ناخدا خورشید در نقش ناخدا خورشید - عزت‌الله انتظامی – اجاره‌نشین‌ها در نقش عباس آقا سوپرگوشت - علی نصیریان – شیر سنگی در نقش علی‌یار                                  | - جایزه داده نشد |
| سیمرغ بلورین بهترین بازیگر نقش مکمل مرد | سیمرغ بلورین بهترین بازیگر نقش مکمل زن |
| - سعید پورصمیمی – ناخدا خورشید در نقش ملول - پرویز پورحسینی – طلسم - علیرضا شجاع‌نوری – دست نوشته‌ها - آتیلا پسیانی – طلسم در نقش مرد جوان - فتحعلی اویسی – ناخدا خورشید در نقش سرهنگ | - جایزه داده نشد |
| سیمرغ بلورین بهترین نویسندهٔ فیلمنامه | سیمرغ بلورین بهترین موسیقی متن |
| - مسعود جعفری جوزانی – شیر سنگی - عباس کیارستمی – خانه دوست کجاست؟ - رسول ملاقلی‌پور – پرواز در شب - داریوش مهرجویی – اجاره‌نشین‌ها - بهروز افخمی – دست‌نوشته‌ها                         | - فرهاد فخرالدینی – گزارش یک قتل - پرواز در شب – محمدرضا علیقلی - دست‌نوشته‌ها – سیدمحمد میرزمانی - شیر سنگی – فریدون شهبازیان - طلسم – بابک بیات - ناخدا خورشید – فریدون ناصری       |
| سیمرغ بلورین بهترین تدوین | سیمرغ بلورین بهترین فیلم‌برداری |
| - دست‌نوشته‌ها – مهرزاد مینویی - اجاره‌نشین‌ها – حسن حسن‌دوست و داریوش مهرجویی - شیر سنگی – روح‌الله امامی - طلسم – روح‌الله امامی                                                         | - محمد آلادپوش – گزارش یک قتل - فرهاد صبا – خانه دوست کجاست؟ - مهرداد فخیمی – ناخدا خورشید - حسن قلی‌زاده – اجاره‌نشین‌ها - محمود کلاری – شیر سنگی                                     |
| سیمرغ بلورین جایزهٔ ویژهٔ هیئت داوران بهترین صداگذاری | سیمرغ بلورین جایزهٔ ویژهٔ هیئت داوران برای بهترین صدابرداری |
| - اسحاق خانزادی – شیر سنگی | - جهانگیر میرشکاری، اصغر شاهوردی، بهروز معاونیان – خانه دوست کجاست؟ و اجاره‌نشین‌ها                                                                                                   |
| سیمرغ بلورین جایزهٔ ویژهٔ هیئت داوران بهترین جلوه‌های ویژه | سیمرغ بلورین جایزهٔ ویژهٔ هیئت داوران |
| - پرواز در شب – علی رستگار | خانه دوست کجاست؟ – علیرضا زرین - اجاره‌نشین‌ها – محمدعلی سلطان‌زاده، هارون یشایائی - شیر سنگی – مسعود جعفری جوزانی، علیرضا شجاع نوری - ناخدا خورشید – محمدعلی سلطان‌زاده، هارون یشایائی |